# Élodie Poublan

a Compétitions nationales et continentales officielles uniquement.

b Matchs officiels uniquement.
Dernière mise à jour le 30 septembre 2017.
Élodie Poublan, née le 13 avril 1989 à Pau, est une joueuse internationale française de rugby à XV, occupant le poste d'arrière ou de centre en club avec Montpellier et en équipe de France de rugby à XV féminin. Elle fait désormais partie de l'encadrement technique de Lons Section paloise.

## Carrière

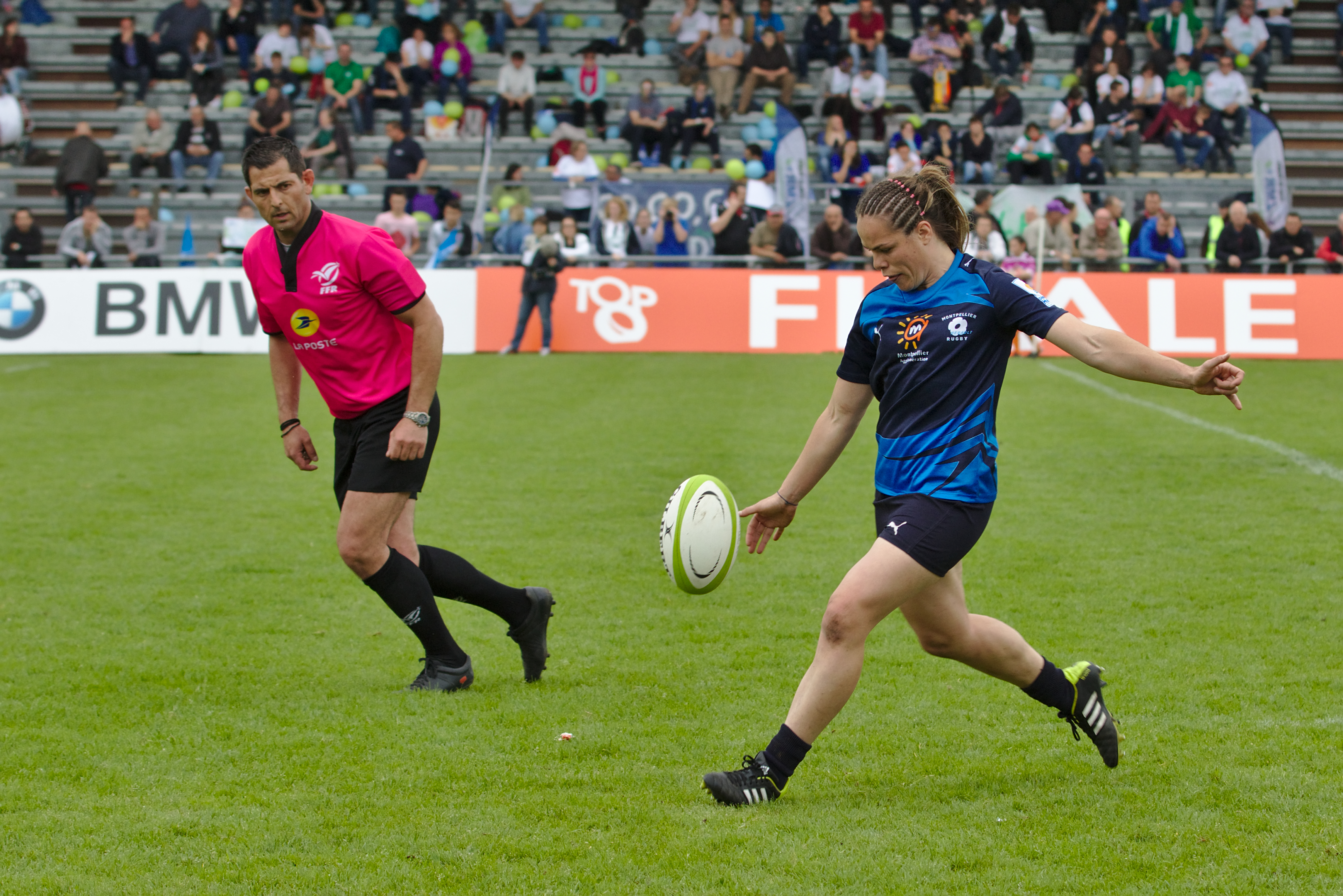
Élodie Poublan, en 2015, lors de la finale de Top 8 MHR vs LMRCV.

Issue d'une famille de rugbymen, elle passe brièvement par la gymnastique avant de commencer le rugby à Gan, où elle réside alors. Elle dispute également des compétitions de ski pendant trois ans.
Elle évolue d'abord au RC Lons, près de Pau, où elle connaît des sélections de jeunes en rugby à sept. Le RC Lons joue en élite lors des saisons 2007-2008, 2008-2009 et 2009-2010. Elle rejoint un club plus huppé, Montpellier.
Elle honore sa première cape internationale en équipe de France le 6 février 2009 contre l'Irlande lors du Tournoi des Six Nations 2009 puis dispute les Coupes du monde 2010, et 2014.
Elle décline la proposition de rejoindre le Centre national du rugby de Marcoussis pour évoluer à sept, se décrivant comme une pure quinziste.
En 2017, elle est de nouveau retenue dans le groupe pour disputer la Coupe du monde 2017 en Irlande. Elle dispute les cinq matchs de l'équipe de France, qui finit troisième de la compétition. Elle supplée Gaëlle Mignot, remplaçante, comme capitaine lors de la victoire face à l'Australie en poule.
Après avoir passé son diplôme d'État d'éducateur sportif, elle est embauchée par son club, avec lequel elle travaille à la formation et l'accompagnement des rugbymen du lycée Mermoz de Montpellier.
Elle met un terme à sa carrière de joueuse en 2017.

## Palmarès

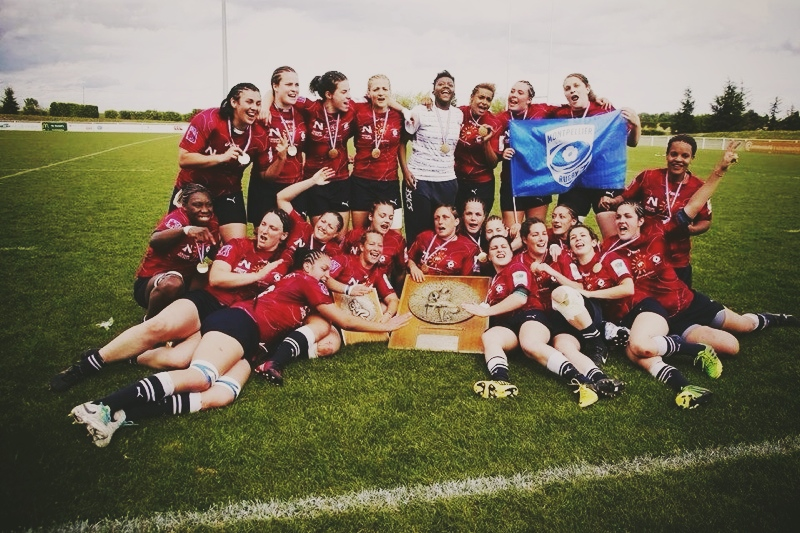
Les Coccinelles du MHR, championnes de France 2014.

- Championnat de France féminin 1re division (MHR) :
  - Championne (5) : 2009, 2013, 2014[7],[8], 2015[9], 2017[10]
- Tournoi des 6 Nations (France) :
  - Vainqueur (2) : 2014 (grand chelem), 2016
- Coupe du monde :
  - 3e en 2010, 2014, 2017
- 70 sélections en Équipe de France de rugby à XV féminin[1]
- Sélections en rugby à sept

### Distinction personnelle
- Oscars Midi olympique : Oscar de la meilleure joueuse française 2015